# Rally Mediterráneo de 2002
El Rally Mediterráneo de 2002 fue la 12.ª edición del rally y la octava ronda de la temporada 2002 del Campeonato de España de Rally. Se celebró entre el 27 y el 29 de septiembre y contó con un itinerario de 185,15 km cronometrados.

## Clasificación final
| Pos. | Piloto              | Copiloto            | Automóvil                | Tiempo    | Diferencia |
| ---- | ------------------- | ------------------- | ------------------------ | --------- | ---------- |
| 1.   | Dani Solà           | Álex Romaní         | Citroën Saxo S1600       | 1:59:52.0 | 0.0        |
| 2.   | Miguel Ángel Fuster | José Vicente Medina | Citroën Saxo Kit Car     | 2:00:43.0 | +51.0      |
| 3.   | José Antonio Torres | Víctor Pérez        | Citroën Saxo Kit Car     | 2:02:39.0 | +2:47.0    |
| 4.   | Santiago Concepción | Víctor Del Rosario  | Mitsubishi Lancer Evo VI | 2:03:20.0 | +3:28.0    |
| 5.   | Manuel Cabo         | Eduardo González    | Citroën Saxo Kit Car     | 2:04:01.0 | +4:09.0    |
| 6.   | Emilio Segura       | Ignacio Aviñó       | Peugeot 206 S1600        | 2:04:36.0 | +4:44.0    |
| 7.   | Sergio Vallejo      | Diego Vallejo       | Fiat Punto S1600         | 2:05:49.0 | +5:57.0    |
| 8.   | José Piñón          | Enrique Velasco     | Renault Clio Sport       | 2:07:41.0 | +7:49.0    |
| 9.   | Alberto Hevia       | Alberto Iglesias    | Renault Clio Sport       | 2:08:46.0 | +8:54.0    |
| 10.  | Javier Azcona       | Alejandro Noriega   | Renault Clio Sport       | 2:10:09.0 | +10:17.0   |